# Platyzosteria ruficeps
Platyzosteria ruficeps är en kackerlacksart som beskrevs av Robert Walter Campbell Shelford 1909. Platyzosteria ruficeps ingår i släktet Platyzosteria och familjen storkackerlackor. Inga underarter finns listade i Catalogue of Life.